# Stentjärnen (Sidensjö socken, Ångermanland)
Stentjärnen är en sjö i Örnsköldsviks kommun i Ångermanland och ingår i Ångermanälvens huvudavrinningsområde.